# Astragalus tenellus
Astragalus tenellus là một loài thực vật có hoa trong họ Đậu. Loài này được Pursh miêu tả khoa học đầu tiên.